# Lingua irlandese
La lingua irlandese, o più propriamente l'irlandese (nome nativo Gaeilge), è una lingua indoeuropea appartenente al ceppo delle lingue celtiche insulari, parlata in Irlanda.
È la lingua nazionale della Repubblica d'Irlanda, dove è co-ufficiale assieme alla lingua inglese (seconda lingua nazionale).

## Distribuzione geografica
L'insegnamento della lingua irlandese è obbligatorio nelle scuole del Paese e la segnaletica bilingue è presente su tutto il territorio nazionale.
Ci sono alcune regioni d'Irlanda dove la lingua è parlata quotidianamente, o lo era in tempi recenti, e che sono riconosciute ufficialmente dalla Repubblica: sono chiamate Gaeltachtaí (al singolare Gaeltacht).
La lingua è parlata e conosciuta da alcuni emigrati e i loro discendenti negli Stati Uniti, in Canada, in Australia, in Nuova Zelanda e nel Regno Unito.

## Riconoscimenti ufficiali
Secondo l'articolo 8 della costituzione della Repubblica d'Irlanda, l'irlandese è, in quanto lingua nazionale, la "principale lingua ufficiale della Repubblica", mentre la seconda lingua è l'inglese. Tuttavia quasi tutta l'attività governativa e i dibattiti sono condotti in inglese, vista la prevalenza dei suoi locutori.
Dal 1º gennaio 2007 l'irlandese è anche una delle lingue ufficiali dell'Unione europea, l'unica fra le lingue celtiche. Dal 1º gennaio 2022 la lingua irlandese è sullo stesso livello delle altre lingue.

## Classificazione
L'irlandese è membro del ramo goidelico (o gaelico) delle lingue celtiche insulari, assieme al gaelico scozzese, parlato nell'ovest della Scozia, e al mannese, lingua dell'isola di Man.

## Dialetti
An Caighdeán Oifigiúil ("Lo standard ufficiale") è una convenzione per la lingua scritta pubblicata per la prima volta nel 1958, che pone delle norme sulla lingua insegnata nelle scuole e preferita nei documenti ufficiali. Tuttavia, nello standard non viene trattata la pronuncia: nel parlato vengono infatti utilizzati i vari dialetti, che hanno spesso marcate differenze in tutti i livelli di analisi della lingua (fonologia, morfosintassi, lessico), sebbene siano mutuamente intelligibili.

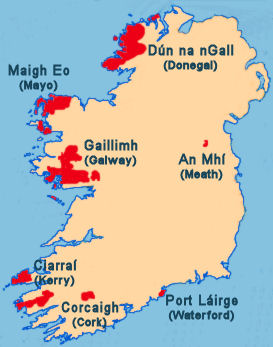
I nomi dei sottogruppi dialettali (denominati secondo la contea di appartenenza, e indicanti solo le Gaeltachtaí e non l'effettiva distribuzione attuale).

Esistono molti dialetti, di solito raggruppati in tre aree: l'irlandese del Connacht (o dell'ovest, in irlandese Gaeilge Chonnacht), del Munster (o del sud, in irlandese Gaeilge Mumhan) e dell'Ulster (o del nord, in irlandese Gaeilge Uladh). La Gaeltacht na Mí si trova nella provincia di Leinster, ma è classificato come dialetto dell'ovest.

## Fonologia
La fonologia irlandese varia a livello geografico. Qui sono elencati i tratti comuni. La fonologia somiglia alle altre lingue goideliche (gaelico scozzese e mannese).
Una delle caratteristiche peculiari delle lingue goideliche è la distinzione fra le consonanti caol ("sottili, strette"; quindi "palatalizzate"; in inglese slender) e le consonanti leathan ("larghe, ampie"; "velarizzate"; in inglese broad). Nel caso dell'irlandese, tutte le consonanti (tranne /h/) hanno quindi una coppia di varianti, una palatalizzata e una velarizzata.
Di seguito vengono presentati i fonemi della lingua irlandese, sebbene la realizzazione e anche l'analisi fonemica possano più o meno variare (a seconda dell'autore) da dialetto a dialetto.
|                     |               | Labiali     | Labiali       | Coronali    | Coronali      | Dorsali | Dorsali | Glottali |
| velarizzate         | palatalizzate | velarizzate | palatalizzate | velarizzate | palatalizzate |         |         | Glottali |
| ------------------- | ------------- | ----------- | ------------- | ----------- | ------------- | ------- | ------- | -------- |
| Occlusive           | sorde         | pˠ          | pʲ            | t̪ˠ          | tʲ            | k       | c       |          |
| Occlusive           | sonore        | bˠ          | bʲ            | d̪ˠ          | dʲ            | ɡ       | ɟ       |          |
| Fricative/ Appross. | sorde         | fˠ          | fʲ            | sˠ          | ʃ             | x       | ç       | h        |
| Fricative/ Appross. | sonore        | w ~ vˠ      | vʲ            |             |               | ɣ       | j       |          |
| Nasali              | Nasali        | mˠ          | mʲ            | n̪ˠ          | nʲ            | ŋ       | ɲ       |          |
| Monovibranti        | Monovibranti  |             |               | ɾˠ          | ɾʲ            |         |         |          |
| Laterali            | Laterali      |             |               | l̪ˠ          | lʲ            |         |         |          |

|        | Anteriori | Anteriori | Centrali | Posteriori | Posteriori |
| corte  | lunghe    | corte     | corte    | lunghe     |            |
| ------ | --------- | --------- | -------- | ---------- | ---------- |
| Chiuse | ɪ         | iː        |          | ʊ          | uː         |
| Medie  | ɛ         | eː        | ə        | ɔ          | oː         |
| Aperte |           |           | a        |            | ɑː         |

Dittonghi: iə, uə, əi, əu

## Morfologia e sintassi
L'irlandese è una lingua flessiva e VSO. Il suo allineamento morfosintattico è nominativo-accusativo.

### Morfologia

#### Le mutazioni consonantiche
Le mutazioni consonantiche sono un fenomeno morfofonologico di sandhi caratteristico di tutte le lingue celtiche. Le mutazioni cambiano il primo suono di una parola in particolari contesti (dopo particolari particelle, a causa di particolari forme nominali o verbali, etc.). Le mutazioni modificano principalmente le consonanti, ma alcune modificano anche le parole che iniziano per vocale.

#### La lenizione (séimhiú)
La lenizione (séimhiú) è la mutazione più comune. Essa è spesso marcata nell’ortografia da una h che segue la consonante lenita. Le parole che provocano lenizione sono spesso identificate nelle grammatiche con il simbolo L. Di seguito sono presentate le consonanti che sono solitamente affette da lenizione.
| Consonante (ortografia) | Consonante (IPA) leathan · caol | Consonante lenita (ortografia) | Consonante lenita (IPA) leathan · caol |
| ----------------------- | ------------------------------- | ------------------------------ | -------------------------------------- |
| b                       | bˠ · bʲ                         | bh                             | w/vˠ · vʲ                              |
| c                       | k · c                           | ch                             | x · ç                                  |
| d                       | d̪ˠ · dʲ                         | dh                             | ɣ · j                                  |
| f                       | fˠ · fʲ                         | fh                             | muta                                   |
| g                       | g · ɟ                           | gh                             | ɣ · j                                  |
| m                       | mˠ · mʲ                         | mh                             | w/vˠ · vʲ                              |
| p                       | pˠ · pʲ                         | ph                             | fˠ · fʲ                                |
| s                       | sˠ · ʃ                          | sh                             | h · ç1                                 |
| t                       | t̪ˠ · tʲ                         | th                             | h · ç1                                 |

1In alcuni dialetti /h/ è l'unica forma lenita, sia essa caol o leathan.

#### L'eclissi (urú)
L'eclissi (urú) è marcata nell'ortografia dalla lettera che viene pronunciata seguita dalla lettera che subisce l'eclissi (ad esempio cairde /ˈkɑːrˠdʲə/ "amici" > ár gcairde /ɑːrˠ ˈgɑːrˠdʲə/ "i nostri amici"). Le parole che provocano eclissi sono spesso identificate nelle grammatiche con il simbolo E. Di seguito sono presentate le consonanti che sono solitamente affette da eclissi. Alle parole che iniziano per vocale, se subiscono eclissi, viene aggiunta una n (ad esempio Ár nAthair "Padre Nostro").
| Consonante (ortografia) | Consonante (IPA) leathan · caol | Eclissi (ortografia) | Eclissi (IPA) leathan · caol |
| ----------------------- | ------------------------------- | -------------------- | ---------------------------- |
| b                       | bˠ · bʲ                         | mb                   | mˠ · mʲ                      |
| c                       | k · c                           | gc                   | g · ɟ                        |
| d                       | d̪ˠ · dʲ                         | nd                   | n̪ˠ · n̠ʲ                      |
| f                       | fˠ · fʲ                         | bhf                  | w/vˠ · vʲ                    |
| g                       | g · ɟ                           | ng                   | ŋ · ɲ                        |
| p                       | pˠ · pʲ                         | bp                   | bˠ · bʲ                      |
| t                       | t̪ˠ · tʲ                         | dt                   | d̪ˠ · dʲ                      |

#### Protesi dellahe protesi dellat
Altri due fenomeni di sandhi presenti nella lingua irlandese sono la protesi della h e della t. Si manifestano dopo alcune parole (spesso con funzione grammaticale, come l'articolo) e in pochissimi altri casi. Gli elementi che causano protesi della h e della t sono a volte indicati nelle grammatiche da H e T. Consistono nell'inserire il suono /h/ o /t̪ˠ/, /tʲ/ prima di una vocale. Ad esempio:
abhainn "fiume" > Baile na hAbhann (villaggio in Irlanda, lett. "villaggio del fiume")
urú "oscuramento, eclissi" > an t-urú "l'oscuramento, l'eclissi"
La protesi della t si può trovare anche laddove una parola comincia con s: sráid "strada" vs an tsráid "la strada". La pronuncia della t sostituisce la s. Accade solo dopo l'articolo quando esso provocherebbe la lenizione delle altre consonanti.

#### L'articolo
L'articolo, in irlandese, concorda con i sostantivi per genere, numero e caso. Non esiste articolo indeterminativo: di conseguenza, solo la definitezza viene marcata. La declinazione dell'articolo è mostrata dalla tabella qui sotto.
|            | Singolare maschile | Singolare femminile | Plurale |
| ---------- | ------------------ | ------------------- | ------- |
| Nominativo | anT                | anL                 | naH     |
| Genitivo   | anL                | naH                 | naE     |
| Dativo     | an                 | an                  | naH     |

Al dativo, il sostantivo che segue l'articolo subisce lenizione o eclissi in base alla preposizione che l'articolo segue. Per esempio, dopo la preposizione le (che diventa leis prima di un articolo) l'articolo singolare provoca eclissi: an fhuacht "il freddo", leis an bhfuacht "con/per il freddo"; di contro, dopo la preposizione do (che si contrae con l'articolo diventando don), l'articolo singolare provoca lenizione: don fhuacht "al/per il freddo".

#### Sostantivi
In irlandese, come nelle altre lingue celtiche, esistono due generi (maschile e femminile) e due numeri (singolare e plurale). L'irlandese ha anche quattro casi: nominativo, genitivo, dativo e vocativo.
Di un sostantivo è possibile, con qualche eccezione, prevedere il genere, ma non la marca del plurale, che varia molto tra i sostantivi e tra i dialetti.
Le marche del genitivo sono numerose e imprevedibili a partire dal nominativo singolare, e vanno dunque imparate a memoria. In generale, l'uso del genitivo sembra scemare fra i madrelingua, anche se ancora esistono casi in cui è sempre utilizzato.
Il dativo non è più produttivo in irlandese, e il suo uso, seppur molto limitato, varia da dialetto a dialetto. Molti definiscono dativo anche la forma dei sostantivi che, dopo una preposizione, prendevano la marca del dativo negli stadi precedenti della lingua, ma queste forme in irlandese contemporaneo sono identiche al nominativo. È utilizzato in alcune espressioni e casi cristallizzati: in Éirinn ("in Irlanda"), faoi láimh ag duine ("sotto l'autorità di qualcuno"), le cois ("lungo" (prep.)).
Il vocativo sopravvive in alcuni nomi di persona e sostantivi comuni, ed è usato per rivolgersi a o chiamare qualcuno, solitamente dopo la particella a, che provoca lenizione: a Sheáin ("Seán!"), a linbh ("bambino!", al nominativo leanbh).

#### Pronomi
I pronomi personali sono mé ("io"), tú ("tu"), sé ("lui"), sí ("lei"), muid ("noi"), sibh ("voi"), siad ("essi"). Esiste un altro pronome, ea, che si utilizza solo con la cosiddetta "copula", ma il suo utilizzo è diverso da quelli elencati qui sopra.
Mé e sibh non variano in base alla loro funzione. Muid ha un'altra forma sinn, ma la scelta tra le due è regionale e non cambia significato.
I pronomi sé, sí, siad e, in parte, tú, hanno una forma "disgiuntiva" (é, í, iad, thú) che si usa in tutti i casi in cui il pronome non segue direttamente il verbo. Spesso questa forma viene descritta come quella del complemento oggetto, ma la forma disgiuntiva ha anche altri utilizzi.
Ogni pronome ha anche una forma enfatica: mise, tusa/thusa, seisean/eisean, sise/ise, muidne/sinne, sibhse, siadsan/iadsan.

### Sintassi
L'ordine delle parole non marcato in irlandese è verbo-soggetto-oggetto (VSO). Se c'è un terzo partecipante (oggetto indiretto) è introdotto da una preposizione e segue gli altri due (soggetto e oggetto), a meno che non sia un pronome personale.

## Storia
Gli esordi dell'irlandese sono per la maggior parte oscuri. Fuor di dubbio è che l'irlandese sia una lingua celtica, ma il modo e l'epoca in cui esso sia giunto in Irlanda è oggetto di accese discussioni. L'unica cosa certa è che al tempo delle iscrizioni in alfabeto ogamico (quindi prima del IV secolo) in Irlanda si parlava già irlandese. Questo periodo linguistico molto antico viene definito "irlandese arcaico". I processi linguistici che hanno influenzato l'irlandese antico, come l'apocope, la sincope e la palatalizzazione si sono sviluppati in questo periodo.
Generalmente si ammette che l'irlandese avesse un po' alla volta soppiantato le lingue parlate precedentemente in Irlanda (di cui non si ha alcuna attestazione diretta, ma che hanno lasciato tracce come sostrato linguistico dell'irlandese), rimanendo l'unica lingua parlata nell'isola all'epoca dell'arrivo del Cristianesimo nel IV e V secolo. Si hanno le prove di contatti con la Gran Bretagna romanizzata. A questo periodo risalgono alcuni prestiti latini dell'irlandese, in cui si rispecchia la pronuncia regionale del latino nelle Isole Britanniche. Altre parole sono giunte in Irlanda nel periodo dell'antico irlandese (600-900 d.C.) con il ritorno in Irlanda dei peregrini. Si trattava di monaci irlandesi e scozzesi, che perlopiù si recavano in missione sul continente dove esercitavano attività monastiche. Questo antico irlandese, ricco di flessioni, mostra nella sua forma scritta un alto livello di standardizzazione e assenza di frazionamento dialettale.
A partire dall'arrivo dei Vichinghi, alla fine dell'VIII secolo, l'irlandese deve spartire l'isola con altre lingue, anche se dapprincipio in misura ridotta. Dopo le iniziali razzie e saccheggi, gli scandinavi si assimilarono in una misura che è contestata (si insediarono soprattutto nelle città costiere come commercianti), lasciando tuttavia, esclusi alcuni prestiti lessicali, ben poche tracce nella lingua irlandese. Il numero di prestiti scandinavi ammonta a una sessantina.

I disordini sociali e politici di questo periodo vengono comunque visti come i maggiori responsabili del passaggio dall'"irlandese antico", altamente standardizzato, all'irlandese medio (900-1200), molto diversificato nella grammatica. Questo si rifletté soprattutto sulla semplificazione delle forme flessive (per esempio, nei verbi), nella scomparsa del neutro, nella neutralizzazione delle vocali brevi non accentate e nell'ortografia assai eterogenea.
Più decisivo e duraturo è stato l'influsso dei Normanni dopo il 1169. Non a caso si parla, a partire dal 1200 fino al 1600 di "primo neo-irlandese", altrimenti detto irlandese classico. Nonostante i disordini all'inizio di questo periodo e la presenza prolungata dei Normanni nel paese, questa fase è caratterizzata da stabilità linguistica e ricchezza letteraria.
È vero che i nobili normanni si spartirono l'isola con alcuni signori locali, ma col tempo non riuscirono né a conquistare totalmente l'isola né ad assimilarla culturalmente. Soprattutto i territori ai margini occidentali e settentrionali erano perlopiù soggetti a tributi, ma dal punto di vista politico e culturale essi erano ampiamente indipendenti.
L'inglese si era affermato solo nella zona di Dublino (chiamata in inglese "The Pale") e di Wexford. Persino con gli statuti di Kilkenny (1366), che vietavano ai coloni di origine inglese di usare l'irlandese, la situazione rimase a lungo tempo immutata. Il fatto stesso che si sentisse l'esigenza di emanarli è significativo della situazione linguistica. Molte delle famiglie di origine normanna o inglese assorbirono, del tutto o in parte, le caratteristiche culturali del paese.
La situazione non cambiò sostanzialmente nemmeno con gli insediamenti programmati di agricoltori inglesi e scozzesi in alcune parti dell'Irlanda durante il XVI e il XVII secolo. Il popolo parlava per la maggior parte l'irlandese, la nobiltà l'inglese o l'irlandese.
In questo periodo iniziò verosimilmente il lento calo dei parlanti irlandesi nella popolazione.
La cacciata degli ultimi nobili gaelici nel 1607 (Flight of the Earls) privò del tutto la lingua di ogni legame con le classi elevate. Dal punto di vista della storia della lingua inizia qui il neoirlandese o irlandese moderno.
Il fattore più decisivo dell'arretramento della lingua è stato tuttavia l'industrializzazione sviluppatasi a partire dal tardo XVIII secolo. La carestia che si era diffusa nelle campagne fu catastrofica, culminando nella Grande carestia irlandese del periodo 1845-1849. Chi infatti voleva ottenere qualcosa o in alcuni casi anche solo sopravvivere doveva emigrare nelle città e imparare l'inglese. L'irlandese divenne, almeno nell'immaginario collettivo, la lingua dei poveri, dei contadini, dei pescatori, dei vagabondi. Questa evoluzione prese piede un po' alla volta anche nei territori al di fuori delle città. A questo punto l'inglese cominciò sempre più a soppiantare l'irlandese.
Tentativi di far rivivere l'irlandese, attuati a partire dalla fine del XIX secolo e ancora più intensamente dopo l'indipendenza dell'Irlanda nel 1922, come pure il miglioramento dello status sociale dell'irlandese non sono riusciti ad arrestare questa tendenza, men che meno ad invertirla. Si deve comunque constatare che, se il numero di parlanti madrelingua è crollato vertiginosamente, il numero di irlandesi che conoscono l'irlandese a livello attivo e passivo come seconda lingua è notevolmente aumentato. Soprattutto nei grandi centri si trovano sempre più anglofoni che conoscono abbastanza bene, e in parte utilizzano, l'irlandese. Tra i fattori negativi della situazione linguistica del XX e del XXI secolo sono da annoverare la crescente mobilità delle persone, il ruolo dei massmedia e in parte la stretta rete sociale (quasi tutti i parlanti dell'irlandese si trovano in stretto contatto con anglofoni). Si parla irlandese quotidianamente solo in piccole parti dell'Irlanda. Queste borgate, sparse a macchia di leopardo per lo più sulla costa a nord, ovest e a sud dell'isola, vengono denominate generalmente come Gaeltacht (pl. Gaeltachtaí).
Nel 1835 si calcolava che circa 4 milioni di persone parlassero irlandese. Il primo censimento esteso a tutto il paese venne comunque effettuato solo nel 1841, e non prevedeva domande circa la conoscenza dell'irlandese (si cominciò solo nel 1851). Nel 1891 la cifra di parlanti irlandesi si era ridotta a circa 680 000, ma solo il 3% dei bambini tra i tre e i quattro anni parlavano irlandese. Il censimento irlandese del 2002 ha dato 1,54 milioni di persone (43% della popolazione) che affermano di conoscere l'irlandese. Di essi, non più di 70 000 sono di madrelingua e di essi non tutti parlano irlandese sempre e in ogni situazione. Capita spesso che con gli stranieri o anche parlando coi bambini si passi a parlare in inglese. Perfino nelle Gaeltachtaí i bambini devono spesso imparare prima l'inglese, per volere dei genitori: "l'irlandese possono sempre impararlo dopo" è una frase che si sente ripetere di frequente. Di solito tutti i parlanti crescono bilingui irlandese-inglese, com'è tipico per molte lingue minoritarie.
Al di fuori delle Gaeltachtai, c'è stato tuttavia negli ultimi anni un aumento del numero di parlanti grazie all'apertura delle Gaelscoileanna, istituzioni scolastiche di primo e di secondo livello dove le lezioni vengono impartite esclusivamente in irlandese, favorendo così l'apprendimento della lingua grazie al metodo dell'immersione linguistica. Inoltre, proprio per incrementare il numero di locutori gaelici, il governo irlandese ha varato nel 2010 la cosiddetta Strategia ventennale per la lingua irlandese 2010-2030, che punta a raggiungere i 250 000 parlanti entro il 2030

## Ortografia
L'irlandese moderno viene scritto con l'alfabeto latino (Cló Rómhánach). In precedenza si usava la scrittura gaelica (Cló Gaelach o Gaelchló), un tipo di carattere dell'alfabeto latino ispirato alla scrittura insulare. Fino alla prima metà del XX secolo i libri e altri scritti in irlandese venivano spesso stampati con questi caratteri.

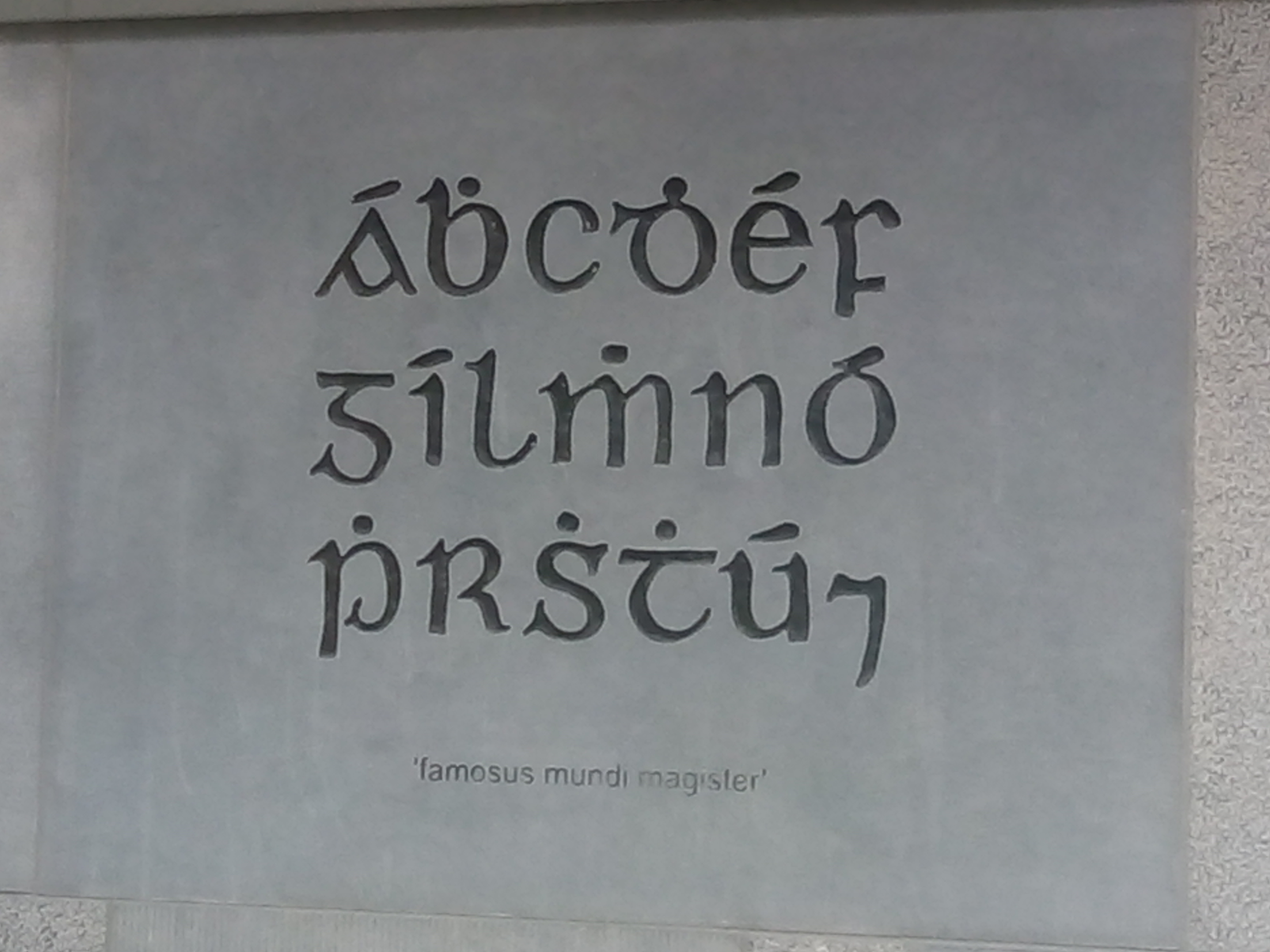
Tutte le lettere della scrittura gaelica con i relativi diacritici (il ponc séimhithe e il fada), e let tironiana.

Diverse riforme ortografiche sono state promulgate nel 1947 e nel 1948, raccolte nel 1958 nello Standard Ufficiale (An Caighdeán Oifigiúil). La scrittura gaelica è tradizionalmente utilizzata con l'ortografia pre-riforma.

### Vocali e consonanti
Nell'ortografia irlandese vi sono cinque vocali brevi (a, e, i, o, u), e cinque vocali lunghe (á, é, í, ó, ú). Il simbolo sulle vocali lunghe viene chiamato síneadh fada ("tratto lungo").

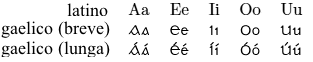
Vocali brevi e lunghe in Cló Gaelach

Vengono inoltre impiegate 13 consonanti (b, c, d, f, g, h, l, m, n, p, r, s, t); le rimanenti consonanti dell'alfabeto latino (j, k, q, v, w, x, y, z) si ritrovano solo nella trascrizione di parole straniere e prestiti (p. es. vóta "voto"; jab "lavoro"; x-ghath "radiografia", dall'ingl. x-ray).

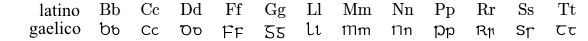
Le consonanti in Cló Gaelach

### Le mutazioni consonantiche: lenizione ed eclissi
La lettera h viene anche utilizzata dopo una consonante per indicare una lenizione (o séimhiú). Nella scrittura gaelica, questo fenomeno viene indicato con un punto sopra la consonante, il ponc séimhithe o, in latino, punctum delens (vedi sotto).

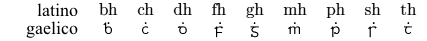
Le consonanti con lenizione in Cló Gaelach

Per indicare un altro mutamento fonetico, l'eclissi (urú), la consonante che rappresenta la pronuncia della consonante mutata precede la consonante non mutata. Ad esempio: bord /bˠəuɾd̪ˠ/ "tavolo", ar an mbord /ɛɾʲ ə mˠəuɾd̪ˠ/ "sul tavolo". L'eclissi di una vocale risulta in una n che precede la vocale, e va seguita da un trattino. Ad esempio: oibrím "io lavoro", go n-oibrím "che io lavori". Se la lettera iniziale è maiuscola, il trattino non è necessario, ma la n è minuscola. Sono minuscole in questo caso tutte le lettere che indicano eclissi (es. i mBéarla "in inglese").

### Protesi dellate dellah
La lettera <h> è a volte posta davanti alle vocali iniziali di una parola quando quest'ultima segue certe parole (na hamhráin, "le canzoni"). Lo stesso accade per <t>, che può essere scritta anche davanti a <s>. Se <t> è davanti a vocale minuscola, bisogna interporre un trattino fra essa e la vocale (an t-amhrán, "la canzone"), altrimenti va preposta direttamente alla parola (an tsúil, "l'occhio"). <s> non è pronunciato se segue <t> (an tsúil, pron. /ə(nˠ) tˠuːlʲ/).

### Caol le caol, leathan le leathan
Nell'ortografia irlandese, una consonante deve essere "circondata" da vocali caol ("strette", cioè <i>, <í>, <e>, <é>) se essa stessa è caol (cioè palatalizzata), e da vocali leathan (cioè <a>, <á>, <o>, <ó>, <u>, <ú>) se essa stessa è leathan (cioè velarizzata). Ad esempio, /bˠiː/ ("giallo") si scrive buí: la <u> non ha pronuncia, ma indica che <b> non è palatalizzata, ma velarizzata. Invece /bʲi:/ ("tu sii!") si scrive bí, in quanto /bʲ/ è palatalizzata.

### L'ettironiana ("⁊")
Nella scrittura gaelica è sopravvissuta, ed è talvolta usata ancora oggi in irlandese, la nota tironiana <⁊>, segno tachigrafico per la congiunzione coordinante agus, equivalente al latino et e all'italiano e.

### Regole di pronuncia
| ad inizio del digrafo | ad inizio del digrafo        | ad inizio del digrafo | ad inizio del digrafo | ad inizio del digrafo | senza nulla davanti                | senza nulla davanti |      |                       |
| i-                    | e-                           | a-                    | o-                    | u-                    | accentata                          | non accentata       |      |                       |
| --------------------- | ---------------------------- | --------------------- | --------------------- | --------------------- | ---------------------------------- | ------------------- | ---- | --------------------- |
|                       |                              |                       |                       | 4 /ˠɪʲ/               | /ʲɪʲ/                              | /ʲəʲ/               | -i   | alla fine del digrafo |
| -                     | -                            | -                     | -                     | -                     | 3 /ʲɪˠ/ (in alcuni accenti: /ʲʊˠ/) | -                   | -io  | alla fine del digrafo |
|                       |                              | /ˠeːˠ/                |                       |                       | /ʲɛ/                               | /ʲə/                | -e   | alla fine del digrafo |
|                       |                              | /ˠeːʲ/                |                       |                       | /ʲɛʲ/                              | /ʲəʲ/               | -ei  | alla fine del digrafo |
| /ʲiəˠ/                | /ʲaˠ/ (non accentata: /ˠəʲ/) |                       |                       | /ˠuəˠ/                | /ˠaˠ/                              | /ˠəˠ/               | -a   | alla fine del digrafo |
| /ʲiəʲ/                | /ʲaʲ/ (non accentata: /ʲəʲ/) |                       |                       | /ˠuəʲ/                | /ˠaʲ/                              | /ˠəʲ/               | -ai  | alla fine del digrafo |
| -                     | -                            | -                     | -                     | -                     | 1 /ˠiːˠ/, /ˠeːˠ/                   | -                   | -ao  | alla fine del digrafo |
| -                     | -                            | -                     | -                     | -                     | 2 /ˠiːʲ/, /ˠeːʲ/                   | -                   | -aoi | alla fine del digrafo |
| 3                     | /ʲɔˠ/ e /ʲoːˠ/               | 1                     |                       |                       | /ˠɔˠ/                              | /ˠəˠ/               | -o   | alla fine del digrafo |
|                       | /ʲɔʲ/ e /ʲoːʲ/               | 2                     |                       |                       | /ˠɔʲ/                              | /ˠəʲ/               | -oi  | alla fine del digrafo |
| -                     |                              | 2                     | -                     | /ˠɛʲ/                 | -                                  |                     | -oi  | alla fine del digrafo |
| /ʲʊˠ/                 |                              |                       |                       |                       | /ˠʊˠ/                              | /ˠəˠ/               | -u   | alla fine del digrafo |
|                       |                              |                       |                       |                       | 4                                  | /ˠəʲ/               | -ui  | alla fine del digrafo |
|                       |                              | /ˠiːʲ/                | /ˠiːʲ/                |                       | /ʲiːʲ/                             | -                   | -í   | alla fine del digrafo |
|                       |                              | /ˠiːˠ/                | /ˠiːˠ/                |                       | /ʲiːˠ/                             | -                   | -ío  | alla fine del digrafo |
|                       |                              |                       |                       |                       | /ʲeː/                              | -                   | -é   | alla fine del digrafo |
|                       |                              |                       |                       |                       | /ʲeːʲ/                             | -                   | -éi  | alla fine del digrafo |
|                       |                              |                       |                       |                       | /ʲeːˠ/                             | -                   | -éa  | alla fine del digrafo |
| /ʲiː.aːˠ/             | /ʲaːˠ/                       |                       |                       | /ˠuː.aːˠ/             | /ˠaːˠ/                             | -                   | -á   | alla fine del digrafo |
| /ʲiː.aːʲ/             | /ʲaːʲ/                       |                       |                       | /ˠuː.aːʲ/             | /ˠaːʲ/                             | -                   | -ái  | alla fine del digrafo |
| /ʲiː.oːˠ/             |                              |                       |                       |                       | /ˠoːˠ/                             | -                   | -ó   | alla fine del digrafo |
| /ʲiː.oːʲ/             |                              |                       |                       |                       | /ˠoːʲ/                             | -                   | -ói  | alla fine del digrafo |
| /ʲuːˠ/                |                              |                       |                       |                       | /ˠuːˠ/                             | -                   | -ú   | alla fine del digrafo |
| /ʲuːʲ/                |                              |                       |                       |                       | /ˠuːʲ/                             | -                   | -úi  | alla fine del digrafo |

## L'irlandese nel quotidiano
Essendo sul piano legale la principale lingua dell'Irlanda, l'irlandese è diffuso anche al di fuori delle Gaeltacht. Per esempio, su tutta l'isola le indicazioni stradali e i nomi delle vie sono bilingui in inglese e in irlandese. In tutte le zone di Gaeltacht - le zone riconosciute da legge come aventi una maggioranza gaelofona - le indicazioni di questo tipo sono scritte solo in irlandese. Lo stesso vale per documenti pubblici e targhe commemorative. Altre insegne, come per esempio quelle dei ristoranti, sono al contrario quasi solo in inglese.
Molto meno comuni sono invece le conversazioni in irlandese al di fuori della Gaeltacht. Raramente è usato da persone anziane in centri anglizzati più recentemente, come ad esempio Galway, o anche occasionalmente a Dublino. Nelle università vi sono corsi e materie insegnate in irlandese, soprattutto se in ambito umanistico e in particolare di lingua e cultura celtica. Alla NUIG, Università Nazionale d'Irlanda (Galway), l'inglese viene parlato relativamente poco anche nelle facoltà corrispondenti, come anche nelle scuole lán-ghaeilge private, nelle quali i giovani cresciuti nei territori di lingua non irlandese possono migliorare le loro conoscenze linguistiche di irlandese.
In tutte le scuole pubbliche del paese l'irlandese è materia obbligatoria, mentre il resto delle lezioni avvengono perlopiù in inglese. Ci sono tuttavia non poche scuole in cui altre materie a scelta possono essere studiate in irlandese. Soprattutto per la pressione dei genitori negli anni 70 l'irlandese è stato abolito dagli esami finali obbligatori. Da decenni, quindi, gli alunni sono obbligati a studiare irlandese, ma devono raramente dare una seria dimostrazione delle loro conoscenze linguistiche. Molti giovani studenti ritengono che l'insegnamento dell'irlandese nella scuola, portato avanti principalmente per tradizione e per mantenimento dell'identità culturale, sia "seccante" e antiquato, visto che l'irlandese al contrario dell'inglese, del tedesco, del francese o dello spagnolo, non viene quasi per nulla usato nel commercio internazionale.
Difficile da calcolare è l'uso effettivo dell'irlandese nel ceto medio urbano colto. È vero che in questo gruppo sociale è relativamente molto diffuso un livello di conoscenza dell'irlandese da buono a molto buono, ma questo sembra restringersi sempre più ad un uso passivo e/o familiare. Ad ogni modo, in azienda e negli uffici pubblici come pure nelle conversazioni informali "per la strada" questa lingua non viene quasi mai usata. Ben diverso è il caso delle conversazioni tra universitari, persone attive nel campo dell'istruzione o della ricerca, come pure tra gli artisti e gli scrittori. Questi approfittano talvolta dell'occasione (relativamente rara), di scambiare qualche parola in irlandese con amici o colleghi che conoscano la lingua. In pubblico questo tipo di conversazione tuttavia ha un ruolo secondario per ragioni evidenti, dato che la vita pubblica (televisione, quotidiani) è dominata dall'inglese.
Vi sono però diversi club dove si parla solo irlandese. Inoltre ci sono diverse emittenti radio in lingua irlandese: Raidió na Gaeltachta (statale), Raidió na Life (privata, di Dublino), un'emittente televisiva (Teilifís na Gaeilge) come anche alcuni periodici in lingua irlandese. Anche nella radio, televisione e stampa in lingua inglese compaiono qua e là espressioni irlandesi. Alcune istituzioni statali e pubbliche hanno denominazioni esclusivamente in irlandese o che vengono spesso utilizzate accanto alla forma inglese:
- Il nome del paese Éire (accanto a Ireland, spesso con sfumature poetiche o affettive)
- Il parlamento An tOireachtas ("l'Assemblea") – solo in irlandese nell'uso ufficiale
- Il senato Seanad Éireann ("Senato d'Irlanda") – solo in irlandese nell'uso ufficiale
- La camera bassa Dáil Éireann ("Adunanza d'Irlanda") – solo in irlandese nell'uso ufficiale
- Primo ministro An Taoiseach ("Il Primo", "il Capo") – solo in irlandese nell'uso interno
- Vice primo ministro An Tánaiste ("Il Secondo") – solo in irlandese nell'uso interno
- Deputato Teachta Dála ("Deputato dell'Adunanza") – usato quasi solo in irlandese (il titolo T.D. posto dopo il nome)
- tutti i ministeri Roinn + i vari ambiti al genitivo ("Dipartimento di …“) – usato perlopiù in inglese
- Polizia Garda Síochána ("Guardia della Pace") – solo in irlandese nell'uso ufficiale
- Posta An Post ("La Posta") – solo in irlandese nell'uso ufficiale
- Società delle corriere Bus Éireann ("Autobus d'Irlanda") – usato solo in irlandese
- Società delle ferrovie Iarnród Éireann ("Ferrovie d'Irlanda") – usato solo in irlandese
- Stazione radiotelevisiva Raidió Telefís Éireann (RTÉ, "Radio Televisione d'Irlanda") – usato solo in irlandese
- Telecom già Telecom Éireann ("Telecom d'Irlanda") – solo in irlandese nell'uso ufficiale, nel frattempo privatizzata e denominata solo Eircom (e semplicemente Eir a partire da Novembre 2015)
- Società per lo sviluppo della Gaeltacht Údarás na Gaeltachta ("Autorità della Gaeltacht“) – usato solo in irlandese

Inoltre tutte le leggi vanno redatte anche in lingua irlandese, testo autoritativo in caso di ambiguità. Nella prassi, ciò non viene però applicato. Per lo più per le sentenze viene consultato solo il testo inglese, e talvolta la redazione in irlandese viene pubblicata solo in un secondo momento.
In rapporto al numero dei parlanti la letteratura irlandese è estremamente vivace. Vi sono diversi festival e premi letterari. Nella maggior parte delle edicole e librerie si possono trovare libri in irlandese, anche se spesso relegati in un angolo appartato.
Per finire, in tutti i negozi destinati ai turisti si trova esposta una gran quantità di autoadesivi, applicazioni da cucire sui vestiti, tazze e simili souvenir, in cui spesso è dato di leggere qualche parola in irlandese. Questo modo superficiale di segnalare la propria identità, insieme alle denominazioni e alle scritte estemporanee in irlandese su negozi, articoli di consumo ecc., viene denominata Token I

### Corsi di lingua
- (IT)  Ambra Dallamora, Comhla Bhreac. Ag Tosú ag Foghlaim. Corso di lingua irlandese (Vol. Starter), Independently Published, 2024, ISBN 979-8882587887
- (IT)  Ambra Dallamora, Comhla Bhreac. Bunchúrsa. Corso di lingua irlandese (Vol. 1), Independently Published, 2024, ISBN 979-8324604868
- (IT)  Ambra Dallamora, Comhla Bhreac. Bunchúrsa. Corso di lingua irlandese (Vol. 2), Independently Published, 2025, ISBN 979-8316462414
- (IT)  Ambra Dallamora, Comhla Bhreac. Ag Tógáil Focal. Corso di lingua irlandese (Vol. di approfondimento del Bunchúrsa 2), Independently Published, 2025, ISBN 979-8286922734
- T. Ó hÍde, M. Ní Neachtain, R. Blin-LaDrew, J. Gillen, Colloquial Irish, London, Routledge, 2022, ISBN 978-1032077376
- T. Ó hÍde, M. Ní Neachtain, R. Blin-LaDrew, J. Gillen, Colloquial Irish 2, London, Routledge, 2019, ISBN 978-0367203016
- Mícheál Ó Siadhail, Learning Irish, New Haven and London, Yale University Press, 1996 [1980], ISBN 0-300-06462-4
- Diarmuid Ó Sé, Joseph Sheil, Teach Yourself Complete Irish, London. Hodder Educational, 2010, ISBN 978-1444105902
- Myles Dillon, Donncha Ó Cróinín, Teach Yourself Irish, London, English University Press, 1961, ISBN 978-1326634605

### Grammatiche
- (IT)  Kay McCarthy & Anna Fattovich, Grammatica e dizionario del gaelico d'Irlanda, Aosta, Keltia Editrice, 2001, ISBN 978-88-86692-88-5
- Nancy Stenson, Modern Irish: A Comprehensive Grammar, London, Routledge. 2020, ISBN 978-1138236523
- Pól Ó Murchú, A Grammar of Modern Irish, Dublin, Teangaleanga, 2013, ISBN 978-0-9836605-1-4
- Niall Comer,  Irish Grammar, Glasgow, HarperCollins, 2011, ISBN 978-0-00-739138-7
- A.J. Hughes. Irish Verbs, Glasgow, HarperCollins, 2011, ISBN 978-0-00742077-3
- Nancy Stenson, Basic Irish: A Grammar and a Workbook, London, Routledge, 2008, ISBN 978-0415410410
- Nancy Stenson, Intermediate Irish: A Grammar and a Workbook, London, Routledge, 2008, ISBN 978-0415410427
- Éamonn Ó Dónaill, Teach Yourself Irish Grammar, London, Hodder Education, 2005, ISBN 978-0340904947
- The Christian Brothers, New Irish Grammar, Dublin, C.J. Fallon, 2005, ISBN 978-0-7144-1298-6
- Nollaig Mac Congáil, Irish Grammar Book, Indreabhán, Cló Iar-Chonnachta, 2004, ISBN 1-902420-49-7
- Aidan Doyle, Irish, München, Lincom, 2001, ISBN 978-3895802591
- Noel McGonagle, Irish Grammar: A Basic Handbook, Indreabhán, Cló-Iar Chonnachta, 1991, ISBN 0-907775-21-7
- James Patrick Craig, Modern Irish Grammar, München, Lincom, [Dublin, 1904] ISBN 978-3802881978

### Dizionari
- (EN) , (GA)  Dictionary and Language Library (teanglann.ie)
- (EN) , (GA)  New English-Irish Dictionary (focloir.ie)

### Studi linguistici
- Mícheál Ó Siadhail, Modern Irish. Grammatical Structure and Dialectal Variation, Cambridge University Press, 1989, ISBN 0-521-42519-0

### Storia della lingua
- Brian Ó Cuív (ed.), A View of the Irish Language, Dublin, Stationery Office, 1969
- Reg Hindley, The Death of the Irish Language: A Qualified Obituary, London, Routledge, 1991
- Edward Purdon, The Story of the Irish Language, Mercier Press, 1999
- Caoilfhionn Nic Pháidin, Seán Ó Cearnaigh (ed.), A New View of the Irish Language, Cois Life Teoranta, 2008, ISBN 978-1-901176-82-7
- Caoimhín De Barra, Gaeilge. A Radical Revolution, Dublin, Currach Books, 2019. ISBN 978-1-78218-907-7
- Nicholas M. Wolf, An Irish-Speaking Island: State, Religion, Community, and the Linguistic Landscape in Ireland, 1770-1870, 2014, The University of Wisconsin Press, Madison and London, ISBN 978-0-299-30274-0
- Tomás Mac Síomóin, The Broken Harp: Identity and Language in Modern Ireland, Nuascéalta Teoranta, 2014, ISBN 978-1-502974-57-0
- Aidan Doyle, A History of the Irish Language: From the Norman Invasion to Independence, Oxford Linguistics, 2015, ISBN 978-0-19-872476-6
- Diarmait Mac Giolla Chriost, The Irish Language in Ireland: From Goídel to Globalisation, London, Routledge, 2005, ISBN 978-0415852326
- (DE)  Martin Rockel, Grundzüge einer Geschichte der irischen Sprache, Verlag der österreichischen Akademie der Wissenschaften, ISBN 3-7001-1530-X
- (IT)  Viviana Masia, Ciarán Ó Bréartúin, Mauro Maver, L'irlandese contemporaneo. Storia, cultura, struttura e identità, Roma, Tab edizioni, 2024, ISBN 978-8892958685